# Морской судак
Морской судак (лат. Sander marinus) — вид лучепёрых рыб из семейства окуневых (Percidae).

## Описание
Длина тела до 62 см, обычно до 50 см; масса тела — до 2 кг. Тело вытянутое, несколько сжато с боков. Рот большой, но меньше, чем у обыкновенного судака. Верхняя челюсть не заходит за вертикаль заднего края глаза. На челюстях имеются клыковидные зубы. Два спинных плавника. В первом — 12 жёстких лучей, а во втором — 2 жёстких и 12—18 мягких лучей. У особей из каспийских популяций спинные плавники разделены небольшим промежутком, а у черноморских — соприкасаются. В анальном плавнике 2 жёстких и 15—18 мягких лучей. Боковая линия доходит до хвостового плавника и заходит на него.
От обыкновенного судака отличается меньшим диаметром глаза, отсутствием чешуи на щеках, меньшим числом мягких лучей в анальном плавнике.
Тело окрашено в светло-серый цвет. По бокам проходит 12—13 поперечных тёмных полос. На втором спинном и хвостовом плавниках выражены тёмные пятна.

## Ареал
Распространены в Каспийском море и в северо-западной части Чёрного моря. По словам директора Института гидробиологии НАН Украины Сергея Афанасьева, черноморская популяция морского судака могла быть полностью уничтожена в 2023 году в результате разрушения Каховской ГЭС.

## Биология
Морские рыбы, в Каспийском море избегают опреснённых участков, а в Чёрном море обычны в Днепро-Бугском лимане и устьях рек.
Хищники. Взрослые особи питаются преимущественно рыбами.
Половой зрелости достигают в возрасте 2—5 лет. Нерестятся в апреле—мае. Плодовитость 83—126 тыс. икринок. Икра откладывается на каменистые грунты. Самцы охраняют икру.

## Охранный статус
Вид занесён в Красную книгу Украины.